# Daimler SP250
La SP 250 (conosciuta, non ufficialmente, anche col nome di Dart) è un'autovettura prodotta dalla Daimler Motor Company tra il 1959 ed il 1964.
Alla fine degli anni cinquanta la Daimler è in forte crisi, le sue austere e un po' funeree (fama alimentata dal fatto di essere spesso oggetto di trasformazione in autofunebre da parte di specialisti inglesi) limousine non incontrano più il gusto dell'aristocratico pubblico di riferimento e occorre una svolta d'immagine.
Sotto questi auspici nacque la più atipica delle Daimler, la SP 250 (che avrebbe dovuto chiamarsi Dart, ma il nome era già stato depositato dalla Dodge): una spider a 2 posti secchi con carrozzeria in vetroresina, spinta da un inedito motore V8 di 2547cm³.
Nel quadro di soluzioni tecniche meccaniche piuttosto tradizionali (trazione posteriore, retrotreno ad assale rigido, cambio manuale a 4 marce), spiccano i 4 freni a disco e la costruzione della carrozzeria in materiale plastico composito. Anche il nuovo V8, che forniva la buona (per l'epoca) potenza di 140 cv, aveva un'architettura tutt'altro che rivoluzionaria, con la sua distribuzione ad albero a camme singolo nel basamento e l'alimentazione a 2 carburatori SU.
Però, per una di quelle tipiche contraddizioni delle vetture d'oltremanica, era compatto  con testata in alluminio e basasamento in ghisa.
Dove la SP250 è una vera Daimler è però nell'abitacolo, rifinito con cura e lussuoso (plancia, sedili e pannelli porta rivestiti in pelle "pieno fiore" e pavimento ricoperto di lana pregiata) come su nessun'altra spyder inglese.
La SP 250, tuttavia, è penalizzata dalla linea, originale (con muso allungato e parafanghi anteriori a "cresta") ma poco elegante e non certo rispondente ai canoni estetici assoluti della bellezza. Questo spiega i soli 2645 esemplari costruiti alla fine della produzione (1964).
Non contribuì alla "salvezza" del marchio Daimler che, nel 1960, viene assorbito dalla Jaguar.